# Eriozona laxus
Eriozona laxus là một loài ruồi trong họ Ruồi giả ong (Syrphidae). Loài này được Osten Sacken mô tả khoa học đầu tiên năm 1875. Eriozona laxus phân bố ở miền Tân bắc